# Боривоје
Боривоје је мушко словенско име, које представља кованицу речи „борба“ и „војник“.

## Изведена имена
Од овог имена изведена су имена Бора, Боре, Боривој, Борјан, Борјана, Борјанка, Борко, Борло и Боро.